# Comuna Suroriental (Neiva)
Denominada Comuna Sur Oriental u Ocho de la ciudad de Neiva. La Comuna 8 está localizada en el suroriente del área urbana sobre terreno de topografía irregular, es una comuna que presenta un índice de pobreza muy alto y padece grandes problemas sociales, está ubicada entre las cuencas del Río del Oro y la Quebrada Santa Teresa. Limita al norte y occidente con la Comuna 7; al oriente y suroriente con el corregimiento de Río de las Ceibas; y al sur con la Comuna 6. La Comuna 8 hace parte de la UPZ La Toma.

## Límites
Partiendo de la intersección de la línea perimetral y del Río del Oro, aguas abajo hasta la intersección de la carrera 21 con el Río del Oro, de ahí se sigue en sentido norte por la carrera 21 hasta la calle 2J sobre el puente de la quebrada Santa Teresa, de ahí se continúa aguas arriba hasta la carrera 34 hasta la calle 8 vía a San Antonio, por la carrera 34 hasta encontrar el cerramiento posterior del conjunto residencial Santa Paula y Casa Blanca, continuando después el cerramiento en sentido oriental por la hondonada hasta encontrar la intersección con el límite del perímetro urbano, hacienda Casa Blanca, a la altura de la proyección de la carrera 52, y de ahí se sigue en sentido suroriental por la línea del perímetro urbano, quebrada La Tórtola, hasta encontrar el Río del Oro punto de partida.

## Barrios

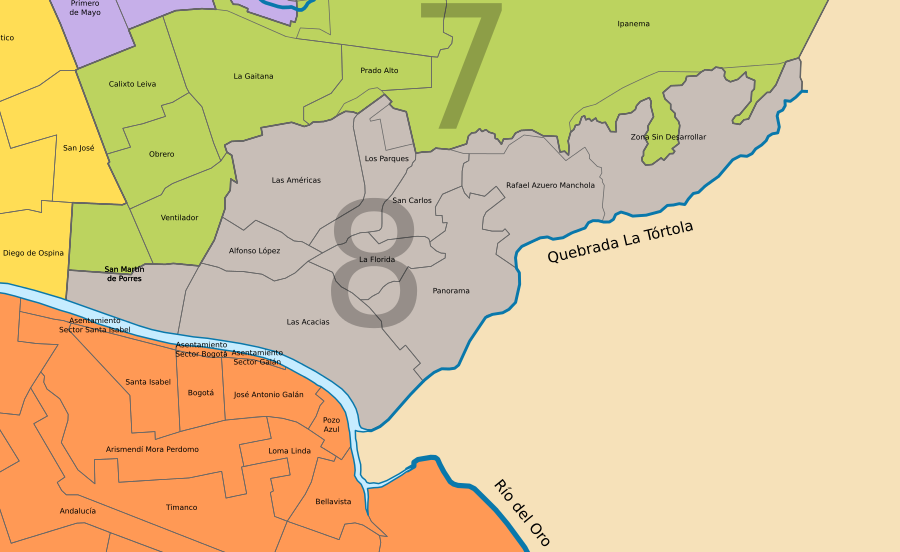
Comuna Suroriental, división barrial.

La comuna 8 suroriental se divide en 8 barrios panorama:
| Barrio                 | Sectores y/o Urbanizaciones       |
| ---------------------- | --------------------------------- |
| Alfonso López          | Alfonso López                     |
| La Florida             | La Florida                        |
| La Florida             | Guillermo Lievano Perdomo         |
| La Florida             | El Caracol                        |
| Las Acacias            | Acacias II Villa Amarilla         |
| Las Acacias            | Sector Acacias Los Comuneros      |
| Las Acacias            | Peñón Redondo                     |
| Las Acacias            | Escuela de Carabineros            |
| Las Acacias            | Sector Acacias III Villa Amarilla |
| Las Américas           | La Nueva Granada                  |
| Las Américas           | Las Américas                      |
| Las Américas           | El Dorado                         |
| Las Américas           | Rafael Uribe                      |
| Las Américas           | Bajo Pedregal                     |
| Los Parques            | Los Parques                       |
| Panorama               | Panorama                          |
| Panorama               | Los Arrayanes                     |
| Panorama               | El Peñón                          |
| Panorama               | Los Alpes                         |
| Panorama               | Simón Bolívar                     |
| Panorama               | Sur Oriental                      |
| Rafael Azuero Manchola | Rafael Azuero Manchola            |
| Rafael Azuero Manchola | La Cristalina                     |
| Rafael Azuero Manchola | El Porvenir                       |
| Rafael Azuero Manchola | La Paz                            |
| Rafael Azuero Manchola | siglo XXI Sur Oriente             |
| Rafael Azuero Manchola | Villa Osorio                      |
| San Carlos             | San Carlos                        |